# Eugenie Skálová-Engelbertová
Eugenie Skálová-Engelbertová v matrice Eugenia Englberthová (5. října 1888 Chotěboř – 17. července 1976 Praha) byla česká herečka.

## Životopis
Některé zdroje uvádění chybný den narození 4. Rodiče Eugenie byli dirigent a kapelník Engelbert Engelberth (1845–1903) ředitel kůru v Chotěboři a operní zpěvačka Albína Engelberthová-Häuslerová (1859–1945) z Libáně.
Už během studií se Eugenie soukromě školila u své matky, členky činohry brněnského Národního divadla, sama tam byla členkou v letech 1901–1904. Po příchodu do Prahy se r. 1905 stala členkou činohry Národního divadla v Praze a byla jí až do roku 1934. Ojediněle účinkovala ve vysílání Československého rozhlasu, naposledy vystoupila v sezóně 1933–1934 v sedmi hrách hlavně na scéně Stavovského divadla. V Praze III bydlela na adrese Mostecká 16.
... Během třicetiletého působení v Praze ztvárnila na scéně bezpočet drobných rolí. Do 1910 vystupovala v dětských a chlapeckých úlohách v pohádkových inscenacích a v představeních pro děti, poté se počala uplatňovat v postavách naivek, milovnic, lyriček a dramatických dívek. Ve 20. letech vystupovala v ženských rolích různých typů, postavení a původu, tak jak to odpovídalo charakteru její menší robustnější postavy s kulatou smavou tváří. Vynikala v realistickém a expresionistickém podání většinou vedlejších postav v českém i světovém repertoáru ...
Marcella Husová, http://biography.hiu.cas.cz/Personal/index.php/ENGELBERTOV%C3%81_Eugenie_%3F5.10.1888-17.7.1976

## Dílo

### Některé role
- Divoká kachna: Hedvika – Henrik Ibsen
- Lucerna: družice – Alois Jirásek
- Princezna Pampeliška: sousedova dcera – Jaroslav Kvapil
- Jánošík: Káča – Jiří Mahen
- Jedenácté přikázání: Františka – František Ferdinand Šamberk
- Naši furianti: Markytka – Ladislav Stroupežnický
- Divotvorný klobouk: Bětuška – Václav Kliment Klicpera
- Maryša: Rozárka – Alois Mrštík a Vilém Mrštík
- Morálka paní Dulské: Tadrachová – Gabriela Zapolska
- Zkrocení zlé ženy: vdova – William Shakespeare
- Bar Kochba: druhá žena – Abraham Goldfaden
- Bobří kožich: Adéla – Gerhart Hauptmann
- Jan Hus: Petruše – A. Jirásek
- Isabella na rozcestí: Hermína Mangeboisová – Jean Giradoux
- Madame Sans-Gene: sousedka – Victorien Sardou a Émile Moreau
- Soud lásky: 1. páže paní Fanetty – Jaroslav Vrchlický
- Cyrano z Bergeracu: syn – Edmond Rostand
- Faust: služka – Johann Wolfgang Goethe
- Valdštejn: děvče – Friedrich Schiller
- Jan Žižka: panna brněnská – A. Jirásek
- Modrý pták: Štěstí – Maurice Maeterlinck
- Romeo a Julie: sluha – W. Shakespeare
- Sen noci svatojánské: Elf – W. Shakespeare
- Charleyova teta: Mary – Brandon Thomas
- Macbeth: Fleance – W. Shakespeare

### Němý film
- Ahasver: komedie, role domovnice Pepička Tučná – režie Jaroslav Kvapil, 1915